# アイクル
中野涼子（1974年1月22日 - ）は、近畿地方を中心に活動する女性ディスクジョッキー。キャラ所属。本名は中野 涼子（なかの りょうこ）。本名の中野涼子名義でも番組等に出演することがある。大阪府八尾市出身。既婚、1男1女あり。
趣味は映画鑑賞、音楽鑑賞など。

## 出演
- 子育て応援プログラム にょっきにょきラジオ!（ ラジオ関西　日曜日12:00 - 13:00、2016年4月3日 - ）クマガイタツロウ ※中野涼子名義での出演
- 谷五郎のこころにきくラジオ（ラジオ関西、月・火曜日13:00 - 16:00）※中野涼子名義での出演
- 歌声は風に乗って（ラジオ関西、月・火曜日16:00 - 16:30/2009年度～、2011年4月～2011年6月は産休）※中野涼子名義での出演
- ゲーム『KOF MAXIMUM IMPACT 2』フィオ役（SNKプレイモア）
- 感度良好!中野涼子です（ABCラジオ、土曜日13:00 - 17:00）※中野涼子名義での出演
- ドッキリ!ハッキリ!三代澤康司です（ABCラジオ、月曜日担当）※中野涼子名義での出演。2021年9月27日放送分から。

### 過去
- ミッドナイト☆ジャングル（fm osaka、土曜日27:00-29:00/～2009年3月28日）
- radio drive（e-radio、木曜日16:00-19:00/2007年3月29日の放送をもって降板）
- ROCK the RADIO 851（fm osaka、月曜日19:00-20:55/2007年9月24日の放送をもって番組終了。）
- ラジ関アフタヌーン 谷五郎です（ラジオ関西、水曜日13:00-15:45）※中野涼子名義での出演
- 歌声は風に乗って（ラジオ関西、水曜日16:00-16:30/～2008年度）※中野涼子名義での出演
- パラレル・ボックス（ラジオ関西、土曜日17:47-17:52/2009年4月 - 2013年3月30日）※中野涼子名義での出演
- 9〜ジックナイト!（ABCラジオ、火・水曜日21:00 - 21:50/2016年11月1日 - 2017年3月29日）※中野涼子名義での出演
- 桑原征平粋も甘いも「粋甘流☆美女と野獣NEO」（ABCラジオ、水曜日放送分のコーナー）※中野涼子名義での出演
  - 2020年1月…「クワってこいよ」というお題で、松村和子「帰ってこいよ」の替え歌を披露。
  - 2020年7月…「黒い珊瑚礁」というお題で、松田聖子「青い珊瑚礁」の替え歌を披露。